# Trigonidium killawarra
Trigonidium killawarra är en insektsart som beskrevs av Otte, D. och R.D. Alexander 1983. Trigonidium killawarra ingår i släktet Trigonidium och familjen syrsor. Inga underarter finns listade i Catalogue of Life.